# Marian van Gog
Marian van Gog (Huizen, 16 april 1951) is een Nederlands kinderboekenschrijfster en songwriter.

## Biografie

### Jeugd en opleiding
Marian werd geboren in Huizen. Papa had een boekbinderij waar zij als kind vaak meehielp. Lezen was op school haar favoriete vak. Ze schreef vooral graag gedichten. Toen ze naar de middelbare school ging deed ze mee aan een hoorspelwedstrijd waar zij de eerste prijs won. Hierna ging ze naar de hts waar ze chemische techniek studeerde. Na een tijdje in een laboratorium te hebben gewerkt besloot ze toch schrijfster te worden.

### Carrière
In 1978 ging van Gog aan de slag als schrijfster. Ze schreef verhalen voor kranten en had haar eigen cabaretgroep waar zij verhaaltje voor schreef. Later begon ze ook met het schrijven van liedteksten voor Kinderen voor Kinderen. Een vaar haar bekendste liedjes was Groen, waarbij Boudewijn de Groot de muziek schreef. 
Voor Benny Vreden Producties schreef ze meer dan vijftien eindmusicals voor groep 8 van de basisschool, waaronder Net op tijd (1991), Vlieg op (1995), Spookie (2004), Wat maak je menu (2011) en Vermist (2013).
Ook schreef ze vele kinderliedjes en Hits voor kids. Later begon ze ook met het schrijven van boeken. Verder schreef ze ook lespakketten voor Unicef en Veilig Verkeer Nederland en vele informatieve jeugdboeken van de serie "De kijkdoos".